# Heitor Pereira
Pour les articles homonymes, voir Pereira.
Heitor Pereira, né au Rio Grande (Brésil) le 29 novembre 1960, est un musicien et compositeur brésilien. Guitariste du groupe Simply Red de 1988 à 1996, il s'attaque ensuite à la musique de film aux côtés de Hans Zimmer et de son studio Media Ventures.

## Filmographie
- 1997 : Pour le pire et pour le meilleur de James L. Brooks (musique de Hans Zimmer) (chanson : My Only)
- 1999 : Orfeu de Carlos Diegues (musique de Caetano Veloso) (musiques additionnelles)
- 2000 : Mission : Impossible 2 de John Woo (musique de Hans Zimmer) (musiques additionnelles)
- 2000 : An Everlasting Piece de Barry Levinson (musique de Hans Zimmer) (musiques additionnelles)
- 2000 : Gladiator de Ridley Scott (musique de Hans Zimmer et Lisa Gerrard) (musicien : guitare)
- 2000 : La route d'Eldorado de David Silverman (musique de Hans Zimmer et John Powell) (musicien : guitare)
- 2000 : Amour, piments et bossa nova de Fina Torres (musique de Luis Bacalov) (consultant)
- 2001 : Écarts de conduite de Penny Marshall (cocompositeur avec Hans Zimmer)
- 2001 : Spy Kids de Robert Rodriguez (cocompositeur avec Harry Gregson-Williams, Danny Elfman, Gavin Greenaway, Los Lobos, David Garza, Chris Boardman, Marcel Rodriguez, Robert Rodriguez et John Debney)
- 2001 : Passionada de Dan Ireland (musique de Harry Gregson-Williams) (musiques additionnelles)
- 2001 : Pearl Harbor de Michael Bay (musique de Hans Zimmer) (musicien : guitare)
- 2001 : Sam, je suis Sam de Jessie Nelson (musique de John Powell) (musiques additionnelles)
- 2001 : The Pledge de Sean Penn (musique de Hans Zimmer et Klaus Badelt) (musiques additionnelles)
- 2002 : Dead in the Water de Gustavo Lipsztein
- 2002 : Ana de Patricia Cardoso
- 2002 : Spirit, l'étalon des plaines de Kelly Asbury (musique de Hans Zimmer) (musicien : guitare)
- 2002 : La Chute du faucon noir de Ridley Scott (musique de Hans Zimmer) (musiques additionnelles et musicien : guitare)
- 2003 : Killer Instinct : From the Files of Agent Candice DeLong de Peter Werner (film TV)
- 2003 : 11'09"01 - September 11 (segment USA) de Sean Penn
- 2003 : Tout peut arriver de Nancy Meyers (musique de Hans Zimmer) (musiques additionnelles et musicien : guitare)
- 2003 : Bienvenue dans la jungle de Peter Berg (musique de Harry Gregson-Williams) (musiques additionnelles)
- 2003 : Les Associés de Ridley Scott (musique de Hans Zimmer) (musicien : guitare)
- 2003 : Les Larmes du soleil d’Antoine Fuqua (musique de Hans Zimmer) (musiques additionnelles et musicien : guitare)
- 2003 : Pirates des Caraïbes : La malédiction du Black Pearl de Gore Verbinski (musique de Klaus Badelt) (musicien : guitare)
- 2004 : Haven de Frank E. Flowers
- 2004 : Dirty Dancing 2 de Guy Ferland
- 2004 : Spanglish de James L. Brooks (musique de Hans Zimmer) (musiques additionnelles et musicien : guitare)
- 2004 : Bridget Jones : L'âge de raison de Beeban Kidron (musique de Harry Gregson-Williams) (musicien : guitare)
- 2004 : Team America, police du monde de Trey Parker (musique de Harry Gregson-Williams) (musiques additionnelles)
- 2004 : Return to Sender de Bille August (musique de Harry Gregson-Williams) (musiques additionnelles)
- 2004 : Shrek 2 de Andrew Adamson (musique de Harry Gregson-Williams) (musiques additionnelles)
- 2004 : Man on Fire de Tony Scott (musique de Harry Gregson-Williams) (musiques additionnelles et musicien : guitare)
- 2005 : Two Weeks de Steve Stockman
- 2005 : Domino de Tony Scott (musique de Harry Gregson-Williams) (musiques additionnelles)
- 2005 : Madagascar d’Eric Darnell (musique de Hans Zimmer) (musiques additionnelles)
- 2005 : The Weather Man de Gore Verbinski (musique de Hans Zimmer et James S. Levine) (musiques additionnelles et musicien : guitare électrique)
- 2006 : Georges le petit curieux de Matthew O'Callaghan
- 2006 : Demande à la poussière de Robert Towne (cocompositeur avec Ramin Djawadi)
- 2006 : The Holiday de Nancy Meyers (musique de Hans Zimmer) (musiques additionnelles et musicien : guitare)
- 2006 : Souris City de David Bowers (musique de Harry Gregson-Williams) (musicien : guitare)
- 2006 : Déjà Vu de Tony Scott (musique de Harry Gregson-Williams) (musicien : guitare)
- 2007 : Une fille à la page (Suburban Girl) de Marc Klein
- 2007 : Illegal Tender de Franc Reyes
- 2007 : Blind Dating de James Keach
- 2007 : Bee Movie de Steve Hickner (musique de Rupert Gregson-Williams) (musiques additionnelles)
- 2007 : Les Simpson - Le Film de David Silverman (musique de Hans Zimmer) (musicien : guitare)
- 2007 : Pirates des Caraïbes : Jusqu'au bout du monde de Gore Verbinski (musique de Hans Zimmer) (musicien : banjo)
- 2008 : The Canyon de Richard Harrah
- 2008 : South of the Border de Raja Gosnell
- 2008 : Running the Sahara de James Moll (documentaire)
- 2008 : Casi divas de Issa López (musique de Hans Zimmer) (musicien : guitare)
- 2009 : Pas si simple (It's Complicated)
- 2010 : Moi, moche et méchant de Pierre Coffin et Chris Renaud
- 2011 : The Smurfs de Raja Gosnell
- 2011 : Le Petit Train bleu de Elliot M. Bour
- 2013 : The Smurfs 2 de Raja Gosnell
- 2013 : Moi, moche et méchant 2 de Pierre Coffin et Chris Renaud
- 2015 : Les Minions de Kyle Balda et Pierre Coffin
- 2017 : Moi, moche et méchant 3 de Kyle Balda, Pierre Coffin et Éric Guillon
- 2019 : Playmobil, le film de Lino DiSalvo
- 2021 : La Pat' Patrouille, le film de Cal Brunker
- 2022 : Les Minions 2 : Il était une fois Gru de Kyle Balda
- 2022 : Le Chat potté 2 : La Dernière Quête
- 2024 : Moi, moche et méchant 4 de Chris Renaud et Patrick Delage